# Liste der Bodendenkmäler in Fischbach (gemeindefreies Gebiet)
Auf dieser Seite sind die Bodendenkmäler in dem mittelfränkischen gemeindefreien Gebiet Fischbach zusammengestellt. Diese Tabelle ist eine Teilliste der Liste der Bodendenkmäler in Bayern. Grundlage ist die Bayerische Denkmalliste, die auf Basis des Bayerischen Denkmalschutzgesetzes vom 1. Oktober 1973 erstmals erstellt wurde und seither durch das Bayerische Landesamt für Denkmalpflege geführt wird. Die folgenden Angaben ersetzen nicht die rechtsverbindliche Auskunft der Denkmalschutzbehörde.

Mit dem Stand vom 3. Juli 2018 sind zwei Bodendenkmäler vom gemeindefreien Gebiet Fischbach in der Bayerischen Denkmalliste eingetragen.

## Liste der Bodendenkmäler
| Lage                                                                             | Objekt | Akten-Nr.     | Bild           |
| -------------------------------------------------------------------------------- | --- | ------------- | -------------- |
| Fischbach (gemeindefreies Gebiet) (Standort)                                     | Wallanlage vor- und frühgeschichtlicher Zeitstellung                                                                                                  | D-5-6533-0118 | weitere Bilder |
| Fischbach (gemeindefreies Gebiet), Winkelhaid (gemeindefreies Gebiet) (Standort) | Gefütterter Graben bei Ungelstetten Teilstücke des im Spätmittelalter durch die Reichsstadt Nürnberg angelegten künstlichen gefütterten Wassergrabens | D-5-6533-0133 | weitere Bilder |